# شاون روژکی
شاون روژکی (انگلیسی: Shawn Rojeski؛ زادهٔ ۲۱ ژانویهٔ ۱۹۷۲) ورزشکار کرلینگ اهل ایالات متحده آمریکا است که در سال‌های 1991 و 1992، زمانی که تنها 9 و 10 سال داشت، در مسابقات ملی نوجوانان ایالات متحده به پیروزی رسید و در هر دو سال در مسابقات جهانی نوجوانان شرکت کرد.